# Mary Anne Keeley
Mary Anne Goward Keeley (Ipswich, Inglaterra, 22 de noviembre de 1805 - 12 de marzo de 1899), nacida Mary Anne Goward, fue una actriz y directora de teatro británica.

## Biografía
Hija de un latonero y estañero, nació el 22 de noviembre de 1805 en Ipswich (Inglaterra) y adquirió experiencia en las provincias. Debutó en los escenarios londinenses el 2 de julio de 1825, al participar en la ópera de William Shield, Rosina. Poco después renunció a las piezas musicales en favor del drama propiamente dicho. 
En junio de 1829 se casó con el comediante Robert Keeley, con quien había coincidido a menudo, y visitaron Estados Unidos en 1836. Además, entre 1832 y 1842, actuaron juntos en el Covent Garden, en el Teatro Adelphi con John Buckstone, en el Olímpico con Charles Mathews, y en el Drury Lane con William Macready. En 1838 Mary Anne obtuvo su primer gran éxito con el papel de Nydia, una muchacha ciega, en una versión dramatizada de Los últimos días de Pompeya, de Edward Bulwer-Lytton. Su interpretación de Smike en la adaptación de Nicholas Nickleby, novela de Charles Dickens, cosechó un éxito similar, pero fue al año siguiente, en 1839, cuando le llegó su triunfo decisivo con su pintoresca y animada representación del héroe de una obra basada en la novela de Harrison Ainsworth, Jack Sheppard. La popularidad de dicha obra fue considerada tan peligrosa, debido a su glorificación del delincuente Jack Sheppard, que Lord Chambelán prohibió la realización de cualquier obra sobre el tema. 
Interpretó a Nerissa en El mercader de Venecia y a Audrey en Como gustéis, ambas obras de William Shakespeare y bajo la dirección de Macready. Dirigió el Teatro Liceo junto a su marido y entre 1844 y 1847. Actuó con Benjamin Nottingham Webster y Charles Kean en el Teatro Haymarket, regresó durante cinco años al Adelphi, y en 1859 hizo su última aparición en el Liceo. En dicho teatro se le dio un recibimiento público, organizado por Walter Goodman, en su nonagésimo cumpleaños. Murió el 12 de marzo de 1899.